# Adenophora golubinzevaeana
Adenophora golubinzevaeana är en klockväxtart som beskrevs av Viktor Vladimirovich Reverdatto. Adenophora golubinzevaeana ingår i släktet kragklockor, och familjen klockväxter. Inga underarter finns listade i Catalogue of Life.